# Al-Wasl
alal-Wasl Club (arabisch نادي الوصل, DMG Nādī al-Waṣl) ist ein Sportverein aus Dubai, Vereinigte Arabische Emirate, der 1974 gegründet wurde. Die Fußballabteilung des Vereins spielt in der höchsten Liga des Landes, der UAE Arabian Gulf League. Seine Heimspiele tragen die Fußballer im Zabeel-Stadion aus.
Der größte Erfolg des siebenmaligen Meisters war der dritte Platz bei den Asian Club Championship in der Saison 1992/93. National gewann man zuletzt 2024 das Double aus Meisterschaft und Pokal. In der Saison 2000/01 war der frühere Nationaltrainer Österreichs, Josef Hickersberger, Trainer der Herren-Fußballmannschaft.
Von Mai 2011 bis Juli 2012 wurde der Verein vom argentinischen Fußballidol Diego Maradona trainiert.

## Vereinserfolge

### National
- UAE Arabian Gulf League: 1982, 1983, 1985, 1988, 1992, 1997, 2007, 2024

- UAE President’s Cup: 1987, 2007, 2024

### Kontinental
- Asian Club Championship

3. Platz 1992/93

## Kader der Saison 2024/25
Stand: 10. September 2024
| Nr. |                              | Position | Name                  |
| --- | ---------------------------- | -------- | --------------------- |
| 1   | Vereinigte Arabische Emirate | TW       | Khaled Saif Al-Senani |
| 2   | Kolumbien                    | AB       | Daniel Pedrozo        |
| 3   | Vereinigte Arabische Emirate | AB       | Yousif Ali Al-Mheiri  |
| 4   | Marokko                      | AB       | Sofiane Bouftini      |
| 5   | Vereinigte Arabische Emirate | MF       | Ali Salmin            |
| 6   | Mali                         | MF       | Siaka Sidibe          |
| 7   | Vereinigte Arabische Emirate | ST       | Ali Saleh             |
| 8   | Schweiz                      | ST       | Haris Seferović       |
| 9   | Vereinigte Arabische Emirate | ST       | Caio Canedo           |
| 10  | Vereinigte Arabische Emirate | MF       | Fábio Lima            |
| 13  | Vereinigte Arabische Emirate | AB       | Faris Khalil          |
| 14  | Brasilien                    | AB       | Rodrigo               |
| 15  | Korea Sud                    | AB       | Jung Seung-hyun       |
| 18  | Vereinigte Arabische Emirate | MF       | Malek Ganaer          |
| 19  | Japan                        | AB       | Takashi Uchino        |
| 20  | Argentinien                  | MF       | Gerónimo Poblete      |
| 25  | Kolumbien                    | AB       | Alexis Pérez          |
| 26  | Guinea-Bissau                | AB       | Saná Gomes            |

| Nr. |                              | Position | Name             |
| --- | ---------------------------- | -------- | ---------------- |
| 28  | Vereinigte Arabische Emirate | MF       | Naser Salem      |
| 31  | Argentinien                  | MF       | Nicolás Giménez  |
| 32  | Vereinigte Arabische Emirate | TW       | Mohamed Ali      |
| 33  | Algerien                     | MF       | Oussama Amar     |
| 38  | Argentinien                  | AB       | Julián Glavocic  |
| 40  | Elfenbeinküste               | MF       | Jean N’Guessan   |
| 44  | Vereinigte Arabische Emirate | AB       | Salem Juma Awad  |
| 53  | Vereinigte Arabische Emirate | AB       | Omar Al-Balooshi |
| 55  | Vereinigte Arabische Emirate | TW       | Abdulla Salem    |
| 59  | Vereinigte Arabische Emirate | ST       | Atiq Esam        |
| 77  | Vereinigte Arabische Emirate | AB       | Hazza Salem      |
| 78  | Vereinigte Arabische Emirate | ST       | Rabee Salmin     |
| 90  | Elfenbeinküste               | ST       | Adama Diallo     |
|     | Vereinigte Arabische Emirate | MF       | Majed Hassan     |
|     | Serbien                      | MF       | Srđan Mijailović |
|     | Vereinigte Arabische Emirate | AB       | Majid Suroor     |
|     | Vereinigte Arabische Emirate | MF       | Tahnoon Al-Zaabi |
|     | Vereinigte Arabische Emirate | ST       | Ghanem Ahmed     |
|     | Marokko                      | AB       | Nour Zarkane     |

## Spieler
- Kassoum Ouédraogo (1998–1999)
- Alphonse Tchami (1999–2000)

## Trainer
- Hassan Shehata (1986–1988)
- Tomislav Ivić (1996)
- Josef Hickersberger (2000–2001)
- Johan Boskamp (2001–2002)
- Miroslav Beránek (2008)
- Alexandre Guimarães (2008–2009)
- Diego Maradona (2011–2012)
- Bruno Metsu (2012)